# Alfara de la Baronía

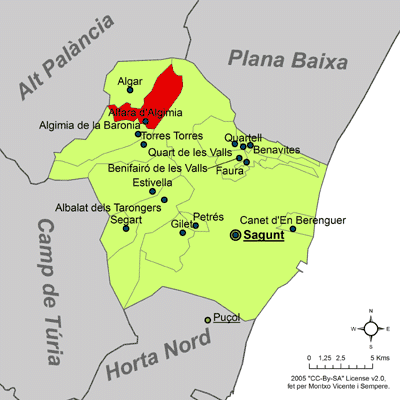
Localización de Alfara de Algimia respecto a la comarca del Camp de Morvedre

Alfara de la Baronía (en valenciano y oficialmente Alfara de la Baronia) es un municipio de la Comunidad Valenciana, España. Pertenece a la provincia de Valencia, en la comarca del Camp de Morvedre. Hasta el 15 de enero de 2010 fue conocida como Alfara de Algimia (en valenciano Alfara d'Algímia).

## Geografía
Situado al noroeste de la comarca del Camp de Morvedre, en el valle del río Palancia. El río divide el término en dos mitades, quedando el núcleo urbano a la derecha. Las montañas más elevadas del término municipal son el Picaio (388 m.), la Costera (261 m.) y la llamada popularmente Montañeta de la Ermita (229 m), a cuyos pies se extienden las casas del pueblo. El clima es mediterráneo. La zona montañosa del término (365 ha) está cubierta de pinos, de propiedad municipal; hay también tomillo, romero y algo de esparto.
Se accede a este pueblo desde Valencia a través de la A-23 tomando luego la CV-327 después de atravesar la localidad vecina de Algimia de Alfara.

### Localidades limítrofes
El término municipal de Alfara de la Baronía limita con las siguientes poblaciones:
Algar de Palancia, Sagunto y Algimia de Alfara en la provincia de Valencia y Segorbe en la provincia de Castellón.

## Historia
La zona ya estaba poblada durante la época ibera, pues se han encontrado en su término restos arqueológicos de hornos íberos y también gran cantidad de cerámica.
En época romana, la zona de la actual Alfara de la Baronia pertenecía al Ager Saguntinus.
La zona no sufrió, en el siglo V, ni la invasión de los vándalos ni el posterior control de los visigodos, motivo por el que cabe considerar que su estructura poblacional se mantuvo inalterada desde la crisis del Imperio romano (siglo III), momento en el que la población del Ager Saguntinus se recluyó en las villas rurales, hasta la invasión musulmana. Después de la dominación musulmana, en 1233, el rey Jaime I llegó –según cuenta su Crónica– a la zona del Palancia. Tras la conquista, la alquería musulmana de Alfara, junto con la de Algimia, pasó a formar parte de la Baronía de Torres Torres. En 1249, Jaime I hizo donación de la localidad a Gauteri Romà, donación que no pudo ser efectiva porque el barón no residía en Torres Torres, de manera que continuó sujeta al patrimonio real hasta que en el año 1270 se hizo efectiva la donación en favor de Bertrà de Bellpuig. Posteriormente, la baronía pasó a otras casas nobiliarias: la de Jiménez de Arenoso (1360-1390), la casa condal de Prades (1390-1445), los Vallterra (1445-1760), los Monsosriu (1760-1780) y los Castellví (desde 1780 hasta la extinción de los señoríos).
En 1609, Alfara quedó despoblada por la expulsión de los moriscos. En 1611 le fue otorgada una nueva carta puebla, siendo barón de Torres Torres Miguel Vallterra.
En 2009, se realiza una votación por la cual el pueblo elige llamarse "Alfara de la Baronía", aprobado el cambio por la Generalidad Valenciana se realizó en 2010.

## Demografía
Alfara de la Baronía cuenta con una población de 614 habitantes (INE 2024).
| Gráfica de evolución demográfica de Alfara de la Baronía entre 1842 y 2021                                          |
| |
| Población de derecho según los censos de población del INE Población de hecho según los censos de población del INE |

Durante el siglo XVIII aumentó un cien por cien su población y llegó a tener 540 habitantes en 1794, pasando a 736 en 1860. Posteriormente, comenzó un progresivo declive, hasta 1940, año en que volvió a crecer gracias al incremento del regadío a causa de la canalización de las aguas de la Fuente de Arguines. En 1970 la población era de 850 habitantes. Desde esa fecha, la población ha descendido considerablemente. A partir del año 2004, comienza una lenta recuperación del número de habitantes, siendo en el censo de enero de 2009 de 538 habitantes.
Vacaciones Permanentes, S.Coop.V. adquirió en 2020 los terrenos de la antigua papelera para crear un complejo de coviviendas sénior, en el que se prevé que residirán unas 70 personas, que incrementarán el censo de la población a partir de 2027.

## Economía
Está basada tradicionalmente en la agricultura. Actualmente, a pesar de haber aumentado el área dedicada al cultivo de la naranja por modernas transformaciones, la agricultura ha perdido gran parte de su fuerza económica y ha dejado paso a la industria y a los servicios.

## Administración y política
| Periodo   | Nombre                                      | Partido   |
| --------- | ------------------------------------------- | --------- |
| 1979-1983 | Armando Fito Serra                          | PSPV-PSOE |
| 1983-1987 | Armando Fito Serra                          | PSPV-PSOE |
| 1987-1991 | Armando Fito Serra                          | PSPV-PSOE |
| 1991-1995 | Armando Fito Serra                          | PSPV-PSOE |
| 1995-1999 | José Pérez Martínez                         | PSPV-PSOE |
| 1999-2003 | Miguel E. Coret Herrera Josefa Serra Molina | PP        |
| 2003-2007 | José E. Terrádez Navarro                    | PP        |
| 2007-2011 | José E. Terrádez Navarro                    | PP        |
| 2011-2015 | José E. Terrádez Navarro                    | PP        |
| 2015-2019 | Carlos Herrera Martí                        | PSPV-PSOE |
| 2019-2023 | Carlos Herrera Martí                        | PSPV-PSOE |
| 2023-act. | Carlos Herrera Martí                        | PSPV-PSOE |

## Patrimonio

### Religioso

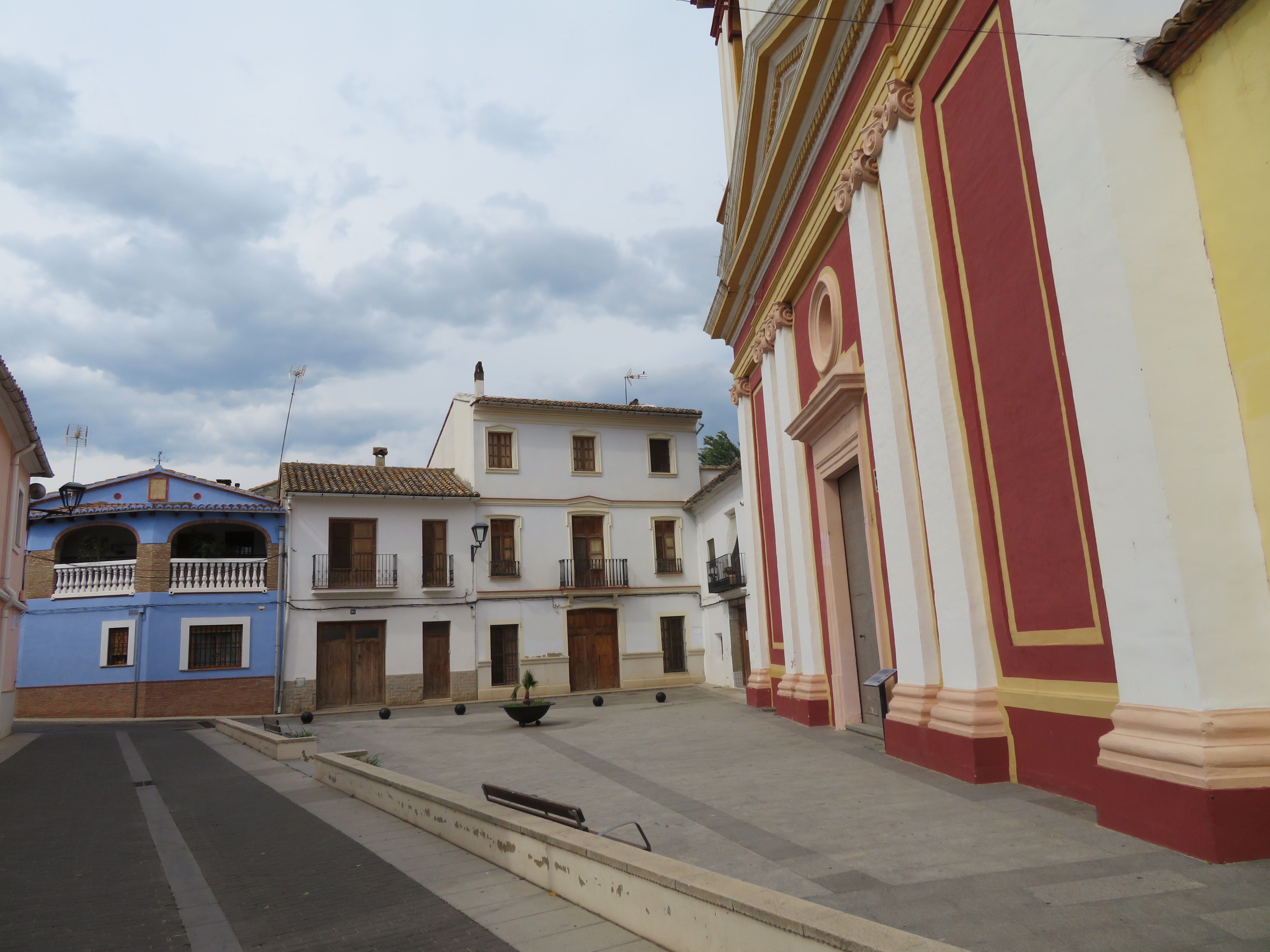
Plaza de la iglesia, Alfara de la Baronía.

- Iglesia parroquial de San Agustín en el municipio de Alfara de la Baronía.Plaza de la iglesia, Alfara de la Baronía.Ermita de la Virgen de los Afligidos. Edificio construido en el siglo XVII. Lo más destacable es su portada, que pertenece a la tipología denominada mixtilínea, siendo uno de los primeros ejemplos de la Comunidad Valenciana.

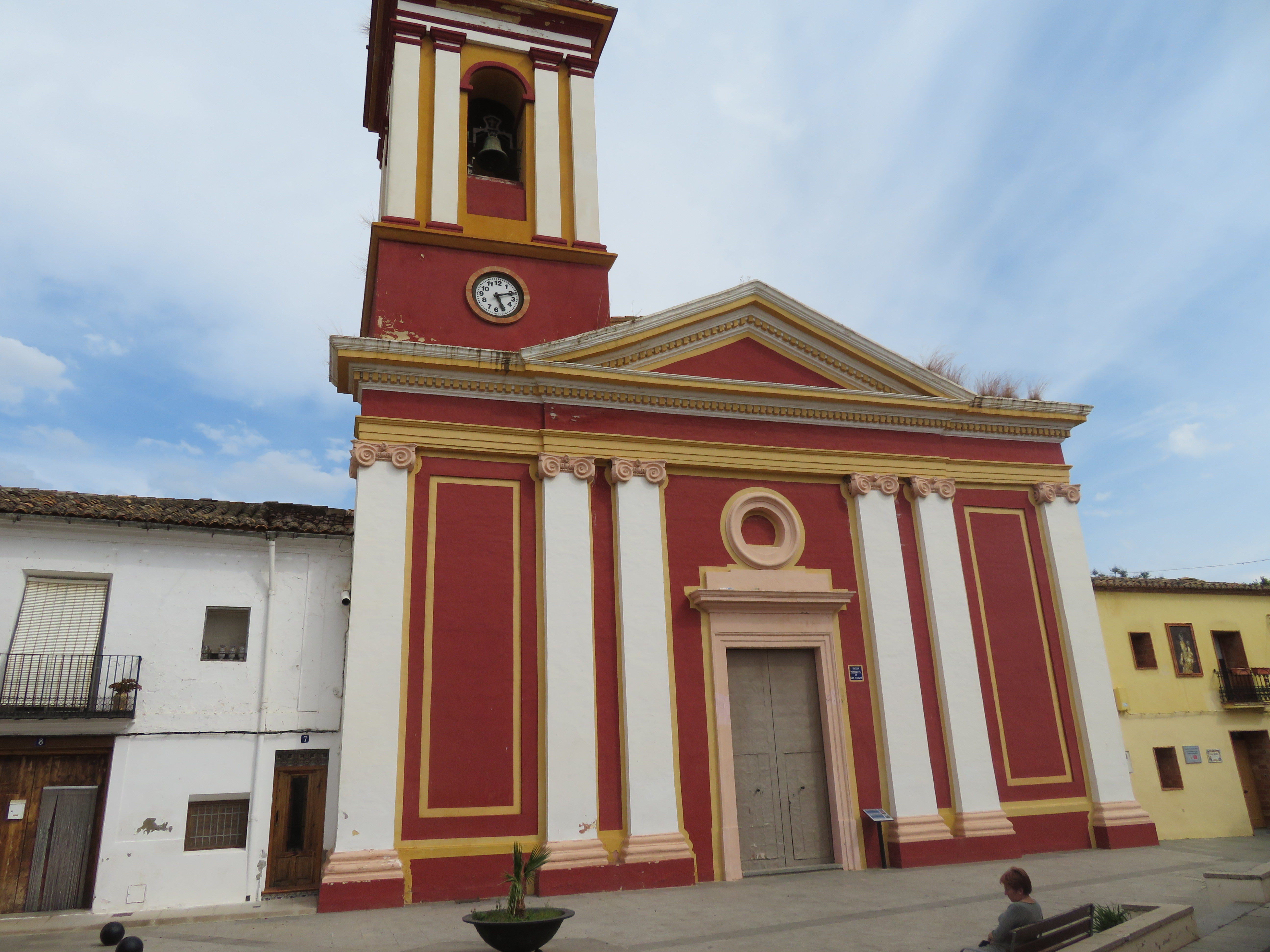
Iglesia parroquial de San Agustín en el municipio de Alfara de la Baronía.

- Iglesia de San Agustín. Iniciada su construcción a finales del siglo XVI. En 1799, se decidió ampliar el viejo edificio y se encargó a Cristóbal Bueso la construcción del crucero, la cúpula y la capilla de la Comunión. Concluidas las obras, se encargó al mismo arquitecto la unificación ornamental del edificio en estilo jónico. En su interior cabe destacar la obra pictórica de Joaquín Oliet Cruella. La glorificación de San Agustín, la comunión de la Virgen, la Oración en el Huerto, la Visión de San Juan Bautista, la Asunción de Virgen, San Agustín, San Alberto Magno, Santo Tomás de Aquino y San Buenaventura son motivos principales de sus obras.

### Civil
- La cisterna. Construcción tradicional con aljibe en alto para abastecerse del agua de la Acequia Mayor de Sagunto. Se cree haber sido construida a finales del siglo XVIII, durante la etapa de Floridablanca, quien liberó al pueblo del pago del impuesto de la seda para allegar fondos para su construcción. Una reciente restauración ha devuelto parte de su encanto original.

## Fiestas patronales
Alfara de la Baronia celebra las fiestas Mayores en honor de sus patronos la última semana de agosto y la primera de septiembre.
- Fiesta de San Agustín, titular de la parroquia, se celebra el 28 de agosto.
- Virgen de los Afligidos tiene lugar la fiesta el 8 de septiembre. La víspera su imagen es trasladada desde la ermita al templo parroquial.